# サン・マルティーノ・デル・ラーゴ
サン・マルティーノ・デル・ラーゴ（伊: San Martino del Lago）は、イタリア共和国ロンバルディア州クレモナ県にある、人口約400人の基礎自治体（コムーネ）。

## 地理

### 位置・広がり

#### 隣接コムーネ
隣接するコムーネは以下の通り。
- チンジャ・デ・ボッティ
- スカンドラーラ・ラヴァーラ
- ソラローロ・ライネーリオ
- トッレ・デ・ピチェナルディ (カ・ダンドレーア)
- ヴォルティード

### 気候分類・地震分類
気候分類では、zona E, 2389 GGに分類される。
また、イタリアの地震リスク階級 (it) では、zona 3 (sismicità bassa) に分類される
。